# ジョゼフ・ドッジ
ジョゼフ・マレル・ドッジ（英語: Joseph Morrell Dodge、1890年11月18日 - 1964年12月2日）は、アメリカ合衆国の政治家。銀行家で、後にデトロイト銀行頭取にまでなった。
1945年からアメリカで第二次世界大戦後の連合軍占領下ドイツのインフレ問題に取り組む。その後、1949年2月から日本でドッジ・ラインとして知られる経済政策を立案・勧告した。1953年にはドワイト・D・アイゼンハワー政権で第10代行政管理予算局長官に就任し、1954年までこの職務を務めた。

## 来歴

### 生い立ち
1890年11月18日にミシガン州デトロイトにて、ポスター画家ジョセフ・チーズマン・ドッジの長男として誕生する。ドッジは3人兄弟で、弟と妹がいる。幼少期は父に連れられてハイキングやキャンプを経験し、森林探検家になることを夢見ていたが、母のガートルードは「私はジョゼフが銀行家になることを確信しています。ジョゼフは同年代の男の子の中で唯一人、手が泥塗れになるのを嫌がっていましたから」と述べている。

### 銀行家
1908年にデトロイト中央高校を卒業して保険会社の事務員となるが、翌1909年にデトロイト銀行に転職する。ドッジはメッセンジャーボーイとして働くが、独学で簿記を学んで簿記係となり、20歳の時にミシガン州最年少で審査官になる。ドッジは5年間優秀な業績を挙げ、頭取エドワード・ドイルの目に留まり、彼の助手に抜擢される。1916年にジュリア・ジェーン・ジェファーズと結婚し、執行役員に昇進する。翌1917年に頭取を退任したドイルから、彼の息子トム・ドイルの経営する自動車会社ダッジを支援して欲しいと依頼される。
1932年には世界恐慌による経営悪化を受けてダッジの役員を辞任し、1933年にファースト・ナショナル・バンクの副頭取に就任する。同行は金融危機により経営破綻するが、ドッジはその後デトロイト国立銀行の創設に関わった。この功績により、同年にはデトロイト銀行頭取に就任し、1953年1月まで務めた。ドッジは少しでも損失リスクのある企業家への融資を拒否するなど経営に対して厳しい態度で臨んだため多くの顧客を失ったが、それにもかかわらず38万人の新規顧客を獲得するなど手腕を発揮した。
1941年、アメリカ陸軍の経理部門主任を務め、不要な政府支出を抑えるために軍需企業を監視し価格調整に努め、1942年のアメリカ陸軍航空隊中西部中央調達地区価格調整委員会の会合で提言した。1943年には陸軍省軍需委員会議長に就任し、6つの政府機関の軍需物資の価格調整を担当した。

### 独墺の金融再建
1945年8月、ドイツ占領アメリカ軍政府のルシアス・D・クレイの依頼を受け金融政策顧問としてドイツに赴任し、破綻した銀行システムの再建に乗り出した。1947年に通貨安定のためにライヒスマルクの90%を削減し、新しい通貨を発行することを提言した。ドッジの提言は翌1948年6月からアメリカ・イギリス・フランスの占領地域で実施され新しくドイツマルクが発行され、結果的に物々交換や買い溜めなどを阻止した。しかし、新通貨の発行にソビエト連邦は反発し、ベルリン封鎖を引き起こす結果となった。
連合軍占領下のオーストリアでは、賠償金に関する諮問委員会が設立された。ドッジはドイツマルクが発行されるまでの間、オーストリアの金融政策が主な担当となり、1947年5月にハリー・S・トルーマンから諮問委員会のアメリカ代表に任命された。また、ジョージ・マーシャルの代理として外相理事会ロンドン会議に出席した。
1948年1月、金融政策顧問を辞任し、「マーシャル・プラン実施のための経済協力、財政、金融問題に関する諮問委員会」の委員に任命され、1951年まで務めた。

### 日本の金融再建

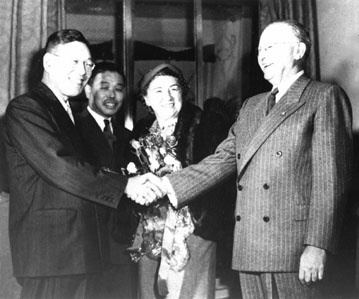
ジョゼフ・ドッジ（右）と池田勇人（左）

1949年2月、GHQの金融政策顧問に任命され、公使としてGHQ統治下の日本に赴任する。この役職はトルーマンによって閣僚に準じる権限を与えられていたが、ドッジはドイツでの成功にもかかわらず就任を二度辞退している。
占領下の日本は競争力の脆弱さにより輸出が伸びず、また国内では傾斜生産方式に基き復興金融金庫から基幹企業に大量の融資が行われたため戦後インフレが発生していた。ドッジはこれらを是正するため「緊縮財政や復興金融金庫融資の廃止による超均衡予算」「日銀借入金返済などの債務償還の優先」「1ドル＝360円の単一為替レートの設定」「戦時統制の緩和」「自由競争の促進」を柱とする金融政策を実施した。ドッジの実施した金融政策はドッジ・ラインと呼ばれ、彼の最も著名な業績とされている。
1949年4月15日、昭和24年度予算案について声明し、超均衡予算の実施、補給金の廃止など健全化財政主義の徹底を強調した。
同年10月30日、昭和25年度予算編成助言と一般経済問題検討のために再来日。同年12月5日、離日。
1950年10月7日、来日し、ディスインフレは堅持と声明。昭和25年度補正予算・昭和26年度予算案について日本政府と折衝した。
同年12月1日、離日に当たり昭和天皇の引見を受け、硯箱を賜る。
同月12月4日、預金部資金による金融債引受および公共事業費にかんする覚書（預金部資金による金融債引受の承認と見返資金の公共事業投資不承認など）、同日、離日。

### 行政管理予算局長官
1952年アメリカ合衆国大統領選挙でドワイト・D・アイゼンハワーが当選すると、ドッジはクレイの紹介でアイゼンハワーと会い、アイゼンハワーの大統領就任に伴い行政管理予算局長官に任命される。ドッジとアイゼンハワーは、政府支出を削減することでインフレを抑制させるという基本理念を共有していた。トルーマン政権では100億ドルの財政赤字を抱えていたが、ドッジは在任中に50億ドルの赤字を削減させた。
ドッジは各省の予算案をランク付けし、優先度の低い支出を削減した。また、各省に欠員が生じた場合も必要がない限り人員の補充を認めず、公用車の交換も認めず、自身も在任中は一度も公用車を交換しなかった。アイゼンハワーはニュールック政策を掲げて安全保障政策の予算充実を図り、ドッジも積極的にニュールックの予算確保に努めた。しかし、ドッジは均衡予算を達成することは出来なかった。政府支出の70%は国防関係費に向けられており、辞任直前の最後の予算編成の際に国防費を5億ドル削減しようとしたが果たせなかった。

### 晩年
行政管理予算局長官辞任後はデトロイト銀行頭取に復帰しアメリカの対外援助計画の見直しに関わり、1954年12月にアイゼンハワーの特別補佐官に任命され、1956年まで対外経済諮問会議議長を務めた。1956年6月に2銀行と合併し、総資産10億ドルを超えるデトロイト・バンク・アンド・トラスト・カンパニーを設立した。1958年に軍事援助検討特別委員会委員に任命され、1959年からはアメリカ国家安全保障会議の顧問を務めた。
ドッジはウェイン州立大学、ミシガン大学から法学名誉博士号を授与され、ドイツでの金融政策の功績により1946年9月18日に功労勲章を授与された。1950年に陸軍省から日本の金融政策の功績により民間特例勲章を授与され、1962年4月28日には日本から勲一等旭日大綬章を授与された。